# Lista das histórias em As Mil e Uma Noites
Esta é uma lista das histórias de As Mil e Uma Noites na tradução de Mamede Mustafa Jarouche em cinco volumes, a única edição brasileira traduzida diretamente do árabe. A tradução recorre a variadas fontes árabes, manuscritas e impressas, não adotando assim uma ordem sequencial da primeira à milésima primeira noite. Inexiste uma edição “oficial” de As Mil e Uma Noites, de modo que as histórias variam conforme o manuscrito árabe ou a edição impressa, árabe ou em uma língua ocidental, inclusive o português. Ao final vem uma lista das histórias da edição da Editora Saraiva de 1961, baseada na tradução francesa de Mardrus, contendo a sequência completa e consecutiva da primeira à milésima primeira noite.

## Volume 1 - ramo sírio[2]
Em nome de Deus, o Misericordioso, o Misericordiador em quem está a minha fé. Início da narrativa moldura.

O gênio e a jovem sequestrada. Continuação da narrativa moldura.

O burro, o boi, o mercador e sua esposa. História contada pelo pai de Xerazade dentro da narrativa moldura.

- O mercador e o gênio. Início das histórias contadas por Xerazade.
  - O primeiro xeique
  - O segundo xeique
  - O terceiro xeique[3]
- O pescador e o gênio
  - O rei Yunan[4] e o médico Duban
    - O mercador e o papagaio
    - O filho do rei e a ogra

  - O rei das ilhas negras e sua esposa
- O carregador e as três jovens de Bagdá
  - O carregador
  - O primeiro dervixe
  - O segundo dervixe
    - O invejoso e o invejado

  - O terceiro dervixe
  - Jafar, o vizir
  - A primeira jovem, a dona da casa
  - A segunda jovem, a chicoteada
- As três maçãs
- Os vizires Nuruddin Ali, do Cairo, e seu filho Badruddin Hasan, de Basra[5]
- O corcunda do rei da China
  - O jovem mercador e sua amada
  - O jovem de Bagdá e a criada de madame Zubayda
  - O jovem de Mossul e sua namorada ciumenta
  - O jovem manco e o barbeiro de Bagdá
    - O barbeiro de Bagdá e seus irmãos
    - O primeiro irmão do barbeiro
    - O segundo irmão do barbeiro
    - O terceiro irmão do barbeiro
    - O quarto irmão do barbeiro
    - O quinto irmão do barbeiro
    - O sexto irmão do barbeiro

## Volume 2 - ramo sírio[6]
- Nuruddin Ali Bin Bakkar e Samsunnahar
- Anisuljalis e Nuruddin Ali Bin Haqan
- Jullanar, a marítima, e seu filho Badr
- O Rei Qamaruzzaman e seus filhos Amjad e Asad
  - Nima e Num

## Volume 3 - ramo egípcio[7]
- O rei Muhammad Bin Sabik e o Hawaja Hasan. Numa espécie de narrativa moldura, o rei Muhammad Bin Sabik do Hurasan (província situada na região oriental do Irã) desafia um homem chamado Hawaja Hasan a lhe contar uma “história espantosa e insólita”, sob pena de ser expulso do reino. Este envia seus secretários a cinco regiões diferentes para que tentem descobrir a história de Sayf Almuluk.
  - Sayf Almuluk e Badi al Aljamal. A história principal, que figura como sub-história da narrativa moldura, começa com o rei egípcio Asim Bin Safwan lamentando que, aos cento e oitenta anos, não foi agraciado com nenhum filho. Graças aos poderes mágicos do rei Salomão Bin Davi (ou seja, o rei hebreu Salomão filho de Davi, mas que na história é muçulmano), a esposa do rei engravida e dá à luz um filho, Sayf Almuluk. Cumprindo as previsões de seu mapa zodiacal traçado após seu nascimento, o filho e sucessor do rei egípcio, ao ver uma imagem pintada com tinta de ouro de Badi at Aljamal, filha do “rei dos reis dos gênios crentes”, apaixona-se perdidamente por ela e vai passar por inúmeras aventuras e desventuras até enfim conseguir se casar com a amada.
    - O naufrágio do vizir Said. Nesta história de terceiro nível conta-se o destino do vizir de Sayf após o naufrágio de que foram vítimas, até enfim se reencontrarem.
- As aventuras do xeique Alhaylahan Bin Haman. Quando o rei Badr Jarwan Arrayan da Pérsia é acometido por forte insônia e sente vontade de ouvir histórias, seu vizir manda chamar um sábio chamado Alhaylahan Bin Haman, que viajou por terra e mar e passa a narrar suas aventuras. Certa vez, ao chegarem numa ilha, o capitão do navio conseguiu matar um demônio que lá habitava e libertar vários muçulmanos por ele aprisionados. Cada um dos ex-prisioneiros libertados conta então sua história, que são as sub-histórias a seguir.
  - A jovem sequestrada pelo gênio
  - Os sete irmãos e o xeique
  - A mulher, seu irmão e as feiticeiras
  - O primeiro acorrentado
    - O pássaro-gênio e a bela

  - O segundo acorrentado
  - O velho que incensava o ídolo
- Os xeiques Munamnam e Awbatan. Numa conversa entre certo rei persa e seus convivas sobre “coisas espantosas do mar”, dois velhos xeiques, chamados Munamnam e Awbatan, contam suas histórias.
  - O homem sequestrado. Munamnam conta a história de um marinheiro sequestrado de um navio para casar com uma gênia do mar. Depois narra um naufrágio em que foi parar numa ilha onde “meu cabelo todo caíra e eu me tornara careca, e lá fiquei até que me nasceram cabelos negros”. Por isso, mesmo na idade de 150 anos, continua sem nenhum pelo branco na barba ou na cabeça, o que chamou a atenção do grupo.
  - O xeique Albaz Alashab, o cambista e sua esposa. Awbatan conta a história do xeique Albaz Alashab, libertado da prisão por um indulto coletivo do rei. Na intenção de roubar um cambista, o xeique se esconde em sua casa. Porém, em vez de realizar seu plano, acaba salvando o cambista de ser assassinado pelo amante da esposa, um horrendo “escravo negro”. Acusado falsamente por um barbeiro de ter reincidido no crime, consegue provar sua inocência.
    - O rei Qasim Alamar e sua filha Sitt Alaqmar. História de terceiro nível, contada pelo xeique Albaz Alashab, de um rei cujo irmão foi sequestrado por um gênio no dia de seu nascimento. A filha do rei acaba se casando com o filho desse irmão sequestrado.
      - O homem sequestrado pela gênia. Nesta história de quarto nível o filho do irmão sequestrado pelo gênio conta sua saga.
- O rei Baht Zad e seus dez vizires. O rei Baht Zad, da cidade de Sistan, casa-se com uma princesa sem a autorização do pai dela. Este invade sua cidade, e o casal foge para o deserto, lá tendo de abandonar seu filho, que é levado por bandoleiros, tornando-se um deles. Baht Zad, com ajuda do rei persa, consegue recuperar seu reino, mas não acha mais o filho. Aos quinze anos, por uma coincidência, o rapaz torna-se homem de confiança do rei, sem que saibam que são pai e filho . Um dia, bêbado, invade o aposento da mãe, e os vizires, que sentiam ciúmes do rapaz, servem-se do episódio para induzir o rei a condená-lo à morte. Num estratagema semelhante ao de Xerazade em relação ao rei Xariar, o rapaz conta onze histórias, uma por noite, com uma moral, tentando dissuadir o rei de matá-lo. Ao final das histórias o rei acaba descobrindo que o rapaz é seu filho, fica feliz por ter caído no estratagema e não tê-lo matado, e castiga os vizires.
  - O mercador de má sorte
  - O mercador apressado e seu filho ponderado
  - A paciência de Abu Sabir
  - Barzad, o príncipe impaciente
  - A paciência da asceta
  - O rei e o auxílio divino
  - O rei e o santo homem
  - O perdão e o rei injusto
  - O rei Ilan Shah e o leal Abu Tamam
  - O rei e seu enteado
  - O rei Bahriz, seu filho e o destino
- Sindabad, o navegante
  - Primeira viagem
  - Segunda viagem
  - Terceira viagem
  - Quarta viagem
  - Quinta viagem
  - Sexta viagem
  - Sétima viagem
- O rei Sah Baht e o seu vizir Rahwan. Esta é uma narrativa moldura que funciona como um microcosmo de As Mil e Uma Noites: um rei sonha que o vizir irá provocar sua morte e, por precaução (e contando com a anuência da própria vítima), decide matá-lo. O vizir pede o adiamento de sua morte para o dia seguinte e, a partir de então, à semelhança de Xerazade, conta a cada uma das 28 noites do mês uma história para o rei, ao final de cada uma prometendo uma ainda melhor, a fim de aguçar-lhe a curiosidade e protelar a execução da pena. São histórias em geral curtas, algumas com tipos caricaturais como o lavadeiro corno e burro (sétima noite), situações absurdas como o homem rico que casou a filha com um velho pobre (quarta noite) ou mesmo comédias eróticas como as conquistas sexuais de um cantor (segunda noite). Aos poucos o rei vai se convencendo de que o vizir não lhe fará nenhum mal e ao final do ciclo de histórias perdoará o vizir.
  - O homem de Hurāsān, seu filho e o preceptor (primeira noite). Um filho pede ao pai que o deixe peregrinar a Meca mas no meio do caminho apaixona-se por uma escrava “de grande beleza e formosura” e dilapida o dinheiro da peregrinação.
  - O perfumista, sua esposa e o cantor (segunda noite). Comédia erótico sobre as conquistas sexuais de um cantor.
  - O rei conhecedor de essências e seu filho (terceira noite). História de um ex-rei com uma capacidade digna de um Sherlock Holmes de discernir detalhes que aos outros passam despercebidos, solucionando assim dilemas.
  - O homem rico que casou a filha com um velho pobre (quarta noite).
  - O sábio e seus três filhos (quinta noite). Um jovem dilapida o dinheiro deixado pelo pai, só lhe restando o suicídio. Quando vai se enforcar, recebe uma lição post-mortem do pai.
  - O rei que se apaixonou por uma imagem (sexta noite). Tema recorrente em As Mil e Uma Noites: a paixão pela imagem (retrato) de uma mulher.
  - O lavadeiro, sua esposa e o soldado (sétima noite). A história gira em torno de um tipo caricatural que, além de corno, é burro.
  - O mercador, o rei e a velha (oitava noite). Um mercador leva para sua casa uma velha capaz de decifrar enigmas, como “Qual o peso do elefante?”.
  - O estúpido curioso (nona noite). Comédia erótica sobre um amante que exige que a mulher se entregue a ele e o satisfaça diante de seu marido.
  - O rei e o coletor de impostos (décima noite). Um rei contrata um coletor de impostos que oprime a população. Um velho lenhador lhe dá umas lições dignas de um Davi ou Salomão.
    - Sentenças de Davi e Salomão

  - A mulher e o ladrão (décima primeira noite). Um casal consegue arrancar dinheiro de um ladrão que viera roubar sua casa.
  - Os três homens e Jesus Cristo (décima segunda noite). Três homens acham uma pedra de ouro mas, em vez de dividirem o lucro, matam uns aos outros e não sobra nenhum. Este relato inspirou o conto “O Tesouro” de Eça de Queiroz.
    - A aventura do discípulo de Jesus

  - O rei que recuperou o reino e o dinheiro (décima terceira noite). Um rei é destronado pelo irmão mas, após várias peripécias, consegue recuperar o trono.
  - O homem morto pela própria cautela (décima quarta noite). Tipo caricatural que acaba morrendo pelo excesso de cautela.
  - O homem gentil com o desconhecido (décima quinta noite). Um homem que perdeu todo seu dinheiro, ao conquistar uma mulher na rua, leva-a a uma casa qualquer como se fosse sua. O dono da casa, em vez de escorraçá-lo ou mandar prendê-lo, trata-o com gentileza.
  - O homem rico que perdeu o dinheiro e o juízo (décima sexta noite). Um homem que já foi rico usa um estratagema para enganar um ladrão que roubou o pouco dinheiro que ainda guardava.
  - Hubluş, sua esposa e o sábio (décima sétima noite).  Um homem que se julgava espertalhão acaba sendo vítima da esperteza de outro, que se apaixona por sua mulher.
  - A devota piedosa acusada de corrupção (décima oitava noite). Uma mulher devota e formosa é vítima da maledicência dos homens que tentam seduzi-la. no final, ela perdoa seus algozes e os cura de suas doenças.
  - O empregado e a jovem (décima nona noite). História sobre o tema recorrente de que não se pode escapar ao destino. Ao nascer uma menina, uma sacerdotisa profetiza: “Fornicará com cem homens, casar-se-á com um empregado e será morta por uma aranha.”
  - Galeno e o tecelão que virou médico a mando da esposa (vigésima noite). Um tecelão, por insistência da mulher, decora o jargão dos médicos e os nomes das doenças e remédios e passa a exercer a medicina. Um dia depara com o famoso médico Galeno. Temos aqui uma cena de dedução sherlockiana onde, a partir de uma garrafa de urina, deduz que o doente é um judeu que sofre de indigestão.[8]
  - Os dois ladrões que fizeram artimanhas um contra o outro (vigésima primeira noite). História mórbida de dois trapaceiros que se juntam mas acabam trapaceando um ao outro. Uma das trapaças é fingir-se de morto.
  - Os espertalhões e o cambista (vigésima segunda noite). Quatro espertalhões aplicam uma espécie de “conto do vigário” num cambista, fazendo com que compre um asno por muito mais do que vale.
  - O ladrão decoroso (vigésima terceira noite). Um vigarista tenta passar a perna num mercador alegando que lhe confiou um saco de dinheiro.
    - O falcão e o gafanhoto

  - O rei e a esposa de seu secretário (vigésima quarta noite). Um rei tenta seduzir a esposa de seu secretário, mas esta resiste.
    - A velha e a esposa do mercador de tecidos

  - A bela mulher e o homem feio (vigésima quinta noite). Um jovem bonito casado com uma prima “cuja beleza não era nenhum esplendor”, ao sair no encalço de um camelo extraviado, vai parar na casa de um homem de “feia aparência” casado com uma mulher cheia de “beleza e formosura”, que lhe conta como chegou a conhecê-la.
  - O rei que tudo perdeu e depois recuperou (vigésima sexta noite). História de um “rei que perdeu o reino, o dinheiro, a esposa e os filhos, e depois Deus os recuperou para ele, compensando-o com um reino mais poderoso”.
  - O rapaz de Hurāsān, sua irmã e sua mãe(vigésima sétima noite).  História um pouco mais longa. Um casal de irmãos, Salim e Salma, filhos de um mercador, ao flagrarem a mãe aparentemente recebendo em casa um amante, resolve abandonar seu país e buscar outro onde viver, e passam por muitas vicissitudes, bem ao estilo das melhores narrativas de As Mil e Uma Noites.
  - O rei da Índia e seu vizir (vigésima oitava noite). A última história, curtinha, do ciclo repete o tema da história moldura: desentendimentos entre o rei e seu vizir.

## Volume 4 - ramo egípcio + Aladim & Ali Baba[9]

### MANUSCRITO "ARABE 4678", BIBLIOTECA NACIONAL DA FRANÇA, PARIS
- Alau’ddin (Aladim) e a lâmpada mágica

### MANUSCRITO "BODLEIAN ORIENTAL 554", BIBLIOTECA BODLEIANA, OXFORD
- A insônia do califa. Para atenuar a “insônia do califa” Harun Arrasid, que sente “o peito opresso”, seu escravo Masrur convoca Ibn Mansur a fim de contar “algo insólito”. Ele narra a história dos amantes de Basra, que estavam afastados um do outro, e que ele ajudou a reconciliar.
  - Os amantes de Basra
- Andanças do califa por Bagdá. Já que a história contada por Ibn Mansur não aliviou por completo a “preocupação e tristeza” do califa, ao amanhecer ele convoca o vizir Jafar e o criado Masrur para perambularem, incógnitos, pelas ruas de Bagdá. Ao se deterem diante de uma casa suntuosa e pedirem ao dono um copo d’água, são convidados a entrar e, após uma noitada agradável, percebem que os flancos do jovem anfitrião (Manjab) exibem sinais de vergastadas (chicotadas). No dia seguinte, convocam o jovem ao palácio a fim de narrar sua história.
  - Os sofrimentos do jovem Manjab. Manjab conta como se casou com uma mulher belíssima sob a condição de que, caso a traísse, seria cruelmente castigado, incluindo mil chicotadas nos flancos direito e esquerdo. O jovem acaba caindo numa armadilha armada pela mulher.
- A investigação de Jafar. Jafar descobre que foi com sua irmã Budur que Manjab havia se casado, e o casal é reconciliado. O califa pede que Manjab conte uma história “que seja insólita e faça o peito se desanuviar”.
  - O dervixe, o aprendiz de barbeiro e o sultão. História contada por Manjab sobre um dervixe que operava prodígios, como transformar metais em ouro. Ao final o sultão pede a Manjab que conte histórias sobre “as astúcias das mulheres”.
  - A beduína, seu marido e seu amante. Comédia erótica contada por Manjab, semelhante a “O estúpido curioso”, contada pelo vizir ao rei no Volume 3.
  - O corno e a sua mulher I: o chacareiro. Outra comédia erótica (com passagens como “pegou o saco do dono da plantação e ficou esfregando-o na bunda da esposa”), contada por Manjab.
  - O corno e a sua mulher II: o azeiteiro. Comédia erótica contada por Manjab envolvendo um marido de parca inteligência e facilmente ludibriável.
  - Os amores de Hayfa e Yusuf. O califa sente vontade de ouvir uma “história de reis dos tempos antigos ou mesmo destes nossos tempos”. Manjab convida Ibrahim Bin Muluk para contar a história dos amores secretos entre Hayfa (esbelta, elegante), filha do rei Mihrajan da Índia, e Yusuf (o belo esbelto), filho do rei Sahl, da terra de Sind (atual Paquistão). Segundo uma profecia, se Mihrajan tivesse uma filha do sexo feminino, seria o motivo da sua destruição.
  - O sofrimento das dez criadas. Continuação da história anterior, embora mais à frente no tempo, já que o califa agora é Almamun, sucessor de Harun Arrasid. O narrador é Alhadi. Ibrahim Bin Muluk, narrador anterior, agora se torna personagem, sendo enviado à terra de Sind para pedir ao rei Yusuf que ceda suas dez criadas tocadoras de alaúde e recitadoras de belas poesias.
  - Os três filhos do rei da China. História contada por Mohammad bin Ibrahin, vizir do rei Yusuf. Os três filhos varões do rei da China saem em direção ao Iraque em busca da “água da vida” para curar a mãe de uma perturbação mental. No caminho, eles se separam, cada um tomando uma direção diferente. Dois deles caem vítimas de uma cilada de um judeu ardiloso, que os assassina. O terceiro rapaz passa a perna no judeu e consegue matá-lo, bem como enterrar seus irmãos. Com a morte do pai, torna-se o novo rei. Casa-se com uma beduína e, por imposição da família da noiva, aprende um ofício, a tecelagem de tapetes. Num dia em que sai “disfarçado, sozinho, para caminhar pela cidade e ver o que aconteceria”, cai numa armadilha numa kebaberia, de onde só consegue escapar com vida graças ao ofício aprendido.
  - O bravo guerreiro e a sua mulher. História contada por Mohammad bin Ibrahin, vizir do rei Yusuf. Um guerreiro, ao viajar em missão para o rei, pede à esposa que, caso não resista à tentação de traí-lo (“se nesta viagem a minha ausência se prolongar [...] e o demônio brincar com você, fazendo-a desejar aquilo que as mulheres desejam dos homens [...]”) que o faça com um determinado homem recomendado pelo marido.
- O valentão e a sua mulher. Nestas últimas três historietas, a narração retorna direto a Xerazade. Nesta um marido banca o valentão mas fica inerte, sem reagir, quando um beduíno viola sua mulher.
- O homem que não calculava e a sua mulher. Narrativa cômica sobre um homem abestalhado que sequer sabe fazer contas.
- A mulher do Cairo e os três tarados. Uma mulher formosa, acossada por três tarados, atrai-os a uma armadilha e os mata. Presa e levada perante o sultão, jura em falso e consegue ser solta.

### MANUSCRITO "ARABE 3612", BIBLIOTECA NACIONAL DA FRANÇA, PARIS
- Conselhos a reis. Esta seção mostra como, no afã de chegar literalmente a 1001 noites, se reuniram textos bem heterogêneos nas chamadas “vulgatas” (textos árabes que circulam comercialmente) de As Mil e Uma Noites. Aqui temos não propriamente narrativas, mas máximas e ensinamentos morais extraídos do tratado político “Ouro em lingotes no aconselhamento aos reis” do teólogo islâmico Algazel.[10]
- A justiça divina e os encarregados dos homens
- O rei Dawud e o dinheiro público
- Histórias sobre o califa Umar
- O asceta e o califa
- Matar ou perdoar
- Jesus e os mentirosos
- A coragem segundo Muhammad
- Musa e o demônio
- Máximas e sentenças (I)
- Jesus, os três homens e o tesouro. Inspiração do conto “O Tesouro” de Eça de Queiroz.
- O arcanjo da morte e o rei poderoso
- O arcanjo da morte e o rei endinheirado
- O arcanjo da morte e o rei tirânico
- Sulayman e o homem que quis fugir do arcanjo da morte
- Alexandre Bicorne entre dois crânios
- Três histórias sobre o último suspiro
- Admoestações a um líder
- O rei da Pérsia e as ruínas
- O fiscal opressor e o pobre pescador
- Musa e a justiça divina
- A felicidade segundo Alexandre
- A justiça do rei e a dos súditos
- A Pérsia e as alcaparras
- O elogio dos antigos
- Três reis na vinha
- Umar e a família esfomeada
- Quatro histórias de Umar Ibn 'Abdul aziz
- Ordens são ordens
- Os reis, a justiça e a tirania
- Kisra e a preservação do reino
- Quem merece ser rei, segundo Aristóteles
- Histórias de Alexandre
- Máximas e sentenças (II)
- O peregrino, a miséria e a tirania
- Máximas e sentenças (III)
- A justiça de Ziyad
- Como dividir o dia do soberano
- Kisra e seus encarregados
- Alma'mun e seus encarregados
- Máximas e sentenças (IV)
- Kisra e o aumento de impostos
- Máximas e sentenças (V)
- A educação dos príncipes
- A fuga pode ser vitória
- Máximas e sentenças (VI)
- Ladrão sem querer
- A caça da corrupção
- A sagacidade de Ardasir
- Máximas e sentenças (VII)
- Cuidados com os mensageiros
- O dinheiro do rei e a necessidade pública
- Os reis e as audiências públicas
- Yazdagard e o cavalo
- A administração da justiça
- Os reis e os bons vizires
- A retidão do rei Sulayman
- Máximas e sentenças (VIII)
- A importância dos escribas e da escrita
- A elevação de desígnios
- Reis não devem ser avarentos
- Governo e comércio
- O desapego de 'Amara
- O desapego dos barmécidas
- O desapego e a tocadora de alaúde
- Mais uma história de desapego dos barmécidas
- O desapego de Kisra
- O desapego e a traição
- Uma falsificação oportuna
- Qual o clã mais generoso?
- A dignificação do nome
- Máximas e sentenças (IX)
- Um homem misterioso
- Máximas e sentenças (X)
- A bebida e o intelecto
- O califa e a súplica do seu colega inconveniente

### MANUSCRITO "ARABE 3619", BIBLIOTECA NACIONAL DA FRANÇA, PARIS
- O grou, sua mulher e o caranguejo. Os três primeiros textos são relatos curtos, sendo este primeiro uma fábula.
- Os francolins e os reis de taifas
- O menino, a pega e o zodíaco agourento
- Anedotas sobre gente avarenta. Do quarto ao décimo sexto texto temos pequenas “anedotas” ou “episódios” (aquilo que no Brasil chamamos de “causos”), em grande parte sobre avarentos.
- Casos de Muzabbid, o medinês.
- Anedotas sobre defeitos físicos
- A alegria, segundo uns e outros
- O divertido Asab e o governador avarento
- Anedotas sortidas
- O avarento e a carne
- É comer e morrer
- O presente do avarento embriagado
- O avarento e o seu filho
- Água fresca para a mãe do avarento
- Tal pai, qual filho
- As fases do homem, segundo a mulher
- O sultão mameluco Baybars e os seus capitães. O delegado de polícia é chamado, junto com seus capitães, para que contem ao rei egípcio casos reais, ocorridos com eles, em que foram passados para trás por mulheres astuciosas.
  - O primeiro capitão e a mulher ambígua
  - O segundo capitão e a mulher ardilosa
  - O terceiro capitão e a punguista
  - O quarto capitão e a ladra
  - O quinto capitão e a mulher delatada
  - Segunda história do quinto capitão: a amante do desembargador
  - O sexto capitão, seu amigo mercador e a velha golpista
  - O sétimo capitão, seu amigo mercador e a arapuca
  - Salvo por um triz
  - Mais uma arapuca
  - A vingança da sequestrada
  - O oitavo capitão e a cantora com os manetas
  - O nono capitão e as moedas roubadas
  - O décimo capitão, o capitão de Damasco e o ouro roubado
  - O décimo primeiro capitão e o ladrão justo
  - O décimo segundo capitão, seu amigo e o ex-criado
  - O décimo terceiro capitão e o intrujão assassinado
  - O salteador no meio do trigo
  - O velho malandro
  - O décimo quarto capitão, o ladrão cruel e o francolim
  - O décimo quinto capitão, o assassino e o crocodilo
  - O décimo sexto capitão, salvo sem querer
  - Segunda história do décimo sexto capitão: o mercador e a concubina do califa
  - Epílogo

## Volume 5 - ramo egípcio[11]
- História do rei Umar Annuman e dos seus descendentes. Aqui começa uma história de dimensões épicas envolvendo o conflito entre o mundo muçulmano e o mundo cristão na Idade Média. Para traduzi-la do árabe, Jarouche valeu-se de vários manuscritos.[12] Os muçulmanos são encabeçados pelo rei Umar Annuman (também transliterado como: Omar An-Neman, Omar Bin Al-Nu'uman) que tem dois filhos: Sarrakan (Charkan, Sharrkan) e Daw Almakan (Dau-al-Makan, Zau al-Makán), este último com a concubina Safiyya (Safia. Sophia). Com a concubina tem também uma filha, Nuzhat Azzaman (Nozhat-az-Zaman, Nuzhat al-Zamán). Já os cristãos se dividem em “bizantinos”, abrangendo basicamente os Bálcãs e a atual Turquia, com capital em Constantinopla, e ifrangis, que são os cristãos da Europa ocidental. Na história, os bizantinos são liderados por dois reis: Afridun (Afridônios), “governante das terras gregas e dos exércitos cristãos, estabelecido no reino de Constantinopla”, e Abrawiz (Hardobios), rei da Armênia e Cesareia, atual Caiseri (Kaissaria, Kayseri), na Turquia, que nada tem a ver com a Cesareia Marítima da Palestina romana. Num mundo onde a mulher era tratada como uma “propriedade” do homem, dois incidentes agravam o conflito entre os dois mundos antagônicos: 1) o sequestro de Safiyya, filha do rei Afridun, que acaba sendo vendida ao rei Umar Annuman, tornando-se sua concubina; e 2) a fuga da rainha Abrawiza (Abriza), filha do rei Abrawiz, que acompanha Sarrakan até Bagdá, e seu posterior assassinato por um escravo quando tenta retornar à terra natal. Outra personagem importante é Sawahi Dat Addawahi (Zat al-Dawahi, Mãe-das-Calamidades), uma espécie de feiticeira, mãe de Abrawiz, que mediante suas artimanhas, fazendo-se passar por uma asceta piedosa, consegue assassinar o rei Umar Annuman, e mais tarde conspira contra seus dois filhos Sarrakan e Daw Almakan, assassinando o primeiro. Sucedem-se longas descrições das escaramuças, cheias de reviravoltas, entre cristãos, descritos como “povo da infidelidade e das cruzes”, e os muçulmanos, seguidores da “fé verdadeira” e protegidos por Deus.[13]
- O conflito entre bizantinos e ifranjes
- A verdade sobre os três avelórios
- A exposição de Nuzhat Azzaman
- O relato do vizir Darandan
  - A exposição das cinco jovens e da velha. Ensinamentos morais extraídos da compilação As Apostilas de Hamdun.[14]
- A expedição contra os bizantinos
- As fezes do patriarca
- As artimanhas da velha Sawahi
- A história do mosteiro
  - Os dois apaixonados e o intermediário. Durante o cerco a Constantinopla, o vizir Darandan (Dandan) distrai o sultão Daw Almakan narrando a história do rei Sulayman, cujo filho, Taj Almuluk, saindo com seu séquito para uma caçada, depara com uma caravana de mercadores, onde um jovem de grande beleza, mas dominado pela tristeza, conta sua trágica história. 
    - O bem-amado Aziz e seus amores. A trágica história dentro da história do jovem Aziz “ignorante das astúcias e perfídias das mulheres”[15] que, no dia em que deveria ter se casado com sua prima, apaixonou-se por uma moça desconhecida (que mais tarde descobriu se chamar Dalila, a ardilosa) que se comunicava por mímicas, decifradas pela prima.

  - Os amores de Taj Almuluk e Dunya. O príncipe Taj Almuluk viaja com Aziz e o vizir Arqadan até o distante Arquipélago do Cristal, em busca da princesa Dunya, autora de belos bordados de gazelas, pela qual se apaixonou só de ouvir sua descrição por Aziz. Mas a princesa sente aversão por homens e será difícil de conquistar.
  - O pesadelo da princesa Dunya. Narração do pesadelo que fez com que a princesa Dunya abominasse os homens. Em seguida, prossegue a história, plena de peripécias, da tentativa (enfim bem-sucedida) de Taj Almuluk conquistar Dunya. Ao final, retorna-se ao cerco de Constantinopla (nível 1), que já dura quatro anos sem alcançar o objetivo. As tropas sentem saudades de casa, de modo que o rei decide interromper o cerco e retomá-lo no futuro. O vizir promete, quando estiverem de volta em Bagdá, contar a história de Ganim, o cativo do amor.
  - Ganim, o cativo do amor, e sua amada Qut Alqulub
    - O primeiro escravo
    - O segundo escravo

  - Qut Alqulub, o califa e Zubayda.
- O ladrão de cavalos. Depois que o vizir termina de contar a história de Ganim (ainda na pág. 422, sob o capítulo anterior), a narrativa volta ao nível 1 e ao sultão Daw Almakan, agora de volta a Bagdá. Quando ele morre, o trono é usurpado pelo grão-chanceler Sasan, que entra em conflito com Kan Makan, filho de Daw Almakan e legítimo herdeiro do trono.
  - O desafortunado comedor de haxixe. História cômica contada pela criada Bayalun, incumbida por Sasan de assassinar Kan Makan.
  - O adormecido acordado e o califa. Outra história contada pela criada Bayalun sobre um personagem (Abu Alhasan Alhali) que, ao se ver califa durante um dia, depois não sabe se aquilo foi verdade ou se estava sonhando.
    - O motivo que tinha um rabo

  - A artimanha de Abu Alhasan Alhali. O mesmo personagem prega uma peça no sultão fingindo que a esposa morreu, depois esta prega uma peça na esposa do sultão, fingindo que Abu morreu, o que desencadeia toda uma sequência de situações jocosas. Finda a história, a criada Bayalun falha na tentativa de matar Kan Makan.
- Os amores de Jamil e Butayna. Kan Makan parte em longa viagem e depara com uma situação análoga à sua, de dois primos apaixonados e um tio traidor. Kan Makan mata o tio (Gadir) e o “cruel tirano” (Ajlan) a quem ele prometera a filha, permitindo enfim a união dos primos Jamil e Butayna. Após este episódio, Kan Makan depara com o vizir Darandan, que reuniu uma enorme tropa a fim de derrubar o usurpador Sasan,  juntando-se a ele. Torna-se o legítimo rei, casa-se com a prima Qudya Falkan e em seguida parte em jihad para “atacar a terra dos bizantinos” mas no caminho é informado de que um rei ifranje chamado Rawmazan conquistou Jerusalém, Constantinopla, Síria e pretende chegar ao Iraque e “tornar o mundo cristão”. Kan Makan e suas tropas vão ao encontro do exército desse poderoso rei e guerreiro.
- O relato da aia Marjana. Marjana, a criada que acompanhava Abrawiza quando esta, na tentativa de retornar à terra natal, foi assassinada por um escravo, e que recolheu seu filho recém-nascido e cuidou dele, faz uma revelação surpreendente: este filho de Abrawisa com o rei Umar Annuman é ninguém menos que Rawmazan. Com isso, as duas partes cessam as hostilidades e se tornam amigas. Nos três últimos capítulos, graças em parte às urdiduras do destino e em parte a um estratagema de Rawmazan, ocorre um ajuste geral de contas onde o mercador que salvou Nuzhat Azzaman das mãos do beduíno é recompensado e os vilões da saga – o beduíno que sequestrou Nuzhat Azzaman, o escravo que assassinou Abrawiza, o cameleiro que abandonou o então menino Daw Almakan num monte de lixo e a velha Sawahi Dat Addawahi que assassinou o rei Umar Annuman e seu filho Sarrakan – são devidamente castigados, e “os moradores de Bagdá, bem como os de outras cidades, ficaram espantados com tamanhas coincidências e insólitas ocorrências”.[16]
- O mercador espoliado
- O beduíno ladrão e seus comparsas
- A perfídia do beduíno

## Histórias da edição da Editora Saraiva de 1961
A única edição em português de As Mil e Uma Noites contendo a sequência completa e consecutiva das 1001 noites foi a da Editora Saraiva de 1961, em oito volumes, com 2993 páginas, que se baseia na tradução francesa de Joseph-Charles Mardrus. A edição contém as seguintes histórias:
Volume 1
- História do Mercador e do Ifrit
- História do Pescador e do Ifrit
- História do Carregador e das Jovens
- História da Jovem Espostejada
- História do Belo Hassan Badredin
- História do Corcunda, do Alfaiate, do Corretor Cristão, do Intendente e do Médico Judeu
- História de Doce-Amiga

Volume 2
- História de Ghanem, o Escravo do Amor
- História do Rei Omar An-Neman e de Seus Dois Filhos Maravilhosos[17]
- História Encantadora dos Animais e dos Pássaros
- História de Ali Ben-Bakkar e da Bela Chamsennahar

Volume 3
- História da Princesa Budúr
- História de Feliz-Belo e de Feliz-Bela
- História do Abu-Chamat
- História da Douta Simpatia
- As Aventuras do Poeta Abu-Nauás
- História de Sindabad, o Marinheiro
- História da Bela Zumurrud e de Auchar, o Filho de Majd
- História das Seis Adolescentes de Cores Diferentes
- História da Cidade de Bronze

Volume 4
- História de Ibn Al-Mansúr com as Quatro Adolescentes
- História de Wardan, o Açougueiro, com a Filha do Vizir
- História da Rainha Yamlíka, Princesa Subterrânea
- O Canteiro Florido do Espírito e o Jardim da Galanteria
- O Estranho Califa
- História de Rosa-no-Cálice
- História Mágica do Cavalo de Ébano
- História de Dalila-A-Astuta
- História de Juder, o Pescador ou o Saco Encantado
- História de Abu-Kir e de Abu-Sir
- Os Três Desejos
- História de Abdalah da Terra e de Abdalah do Mar

Volume 5
- História do Moço Amarelo
- História de Flor-de-Romã e de Sorriso-de-Lua
- A Noite de Inverno de Ishak de Mossul
- O Felá do Egito e seu Filhos Brancos
- História de Califa, o Pobre
- As Aventuras de Hassan Al-Bassri e de Esplendor
- O Divã das Pessoas Alegres e Incongruentes
- História do Dormente Acordado
- Os Amores de Zein Al-Mawassif
- História do Jovem Nur e da Franca Heroica

Volume 6
- História de Aladdin e da Lâmpada Mágica
- História do Jovem Mole
- As Sessões da Generosidade e da Cortesia
- História do Espelho das Virgens
- A Parábola da Verdadeira Ciência da Vida
- Farizada, a do Sorriso de Rosa
- História de Kamar e da Esperta Halima
- História da Perna de Carneiro
- As Chaves do Destino
- O Divã das Facécias Fáceis e da Alegre Sabedoria
- História da Princesa Nurenahar e da Bela Gênio

Volume 7
- História de Feixe-de-Pérolas
- História das Duas Vidas do Sultão Mahmud
- O Tesouro sem Fundo
- História Complicada do Adulterino Simpático
- Palavras sob as Noventa-e-Nove Cabeças Cortadas
- A Malícia das Esposas
- História de Ali Babá e dos Quarenta Ladrões
- Os Encontros de Ar-Rachid sobre a Ponte de Bagdá
- História da Princesa Suleika
- As Sessões Encantadoras da Jovem Ociosa
- História do Livro Mágico

Volume 8
- História Esplêndida do Príncipe Diamante
- Algumas Tolices e Teorias do Mestre das Divisas e dos Risos
- História da Jovem Obra-Prima-dos-Corações, Tenente das Aves
- História de Baibars e dos Capitães de Polícia
- História da Rosa Marinha e da Adolescente da China
- História do Bolo Desfiado com Mel-de-Abelhas e da Esposa Calamitosa do Remendão
- As Trapeiras do Saber e da História
- O Fim de Jáfar e dos Barmecidas
- A Terna História do Príncipe Jasmim e da Princesa Amêndoa